# Marouette plombée
Mustelirallus albicollis
Espèce
Répartition géographique
Statut de conservation UICN

 LC  : Préoccupation mineure
La Marouette plombée (Mustelirallus albicollis) est une espèce d'oiseaux de la famille des Rallidae.

## Répartition
Cet oiseau vit en Amérique du Sud.